# The Rainbow Princess
The Rainbow Princess è un film muto del 1916 diretto da J. Searle Dawley. Il ruolo della protagonista è interpretato da Ann Pennington, diva della scena musicale di New York.

## Trama
Pop Blodgett è il proprietario di un circo. Tra i suoi artisti, anche la giovane Hope, una ballerina che lui pubblicizza come The Rainbow Princess e che tiene strettamente sotto controllo.
Volendo sfruttare al massimo le possibilità di guadagno che gli offre Hope, Pop fa passare la ragazza per la nipote del giudice Daingerfield, convincendolo che sia Hope la bambina che lui cerca da anni.
Il giudice, grato, lo compensa ma Pop, non contento, prepara una rapina ai danni del giudice. Durante la rapina, però, Pop resta mortalmente ferito. Prima di morire, confessa che Hope è stata costretta da lui a recitare la parte della falsa nipote.
Il giudice, che nel frattempo si è affezionato alla ragazza, convince Warren, suo figlio adottivo a sposarla.

## Produzione
Il film fu prodotto dalla Famous Players Film Company.

## Distribuzione
Distribuito dalla Paramount Pictures, uscì nelle sale il 22 ottobre 1916.